# Borislaw Blagoew
Borislaw Blagoew (bulgarisch Борислав Благоев; * 24. März 1983) ist ein bulgarischer Eishockeyspieler, der seit 2015 beim ESV Bergkamen in der sechstklassigen Bezirksliga Nordrhein-Westfalen spielt, wo er von 2015 bis 2017 auch als Spielertrainer tätig war.

## Karriere
Borislaw Blagoew begann seine Karriere beim HK Slawia Sofia, mit dem er in der bulgarischen Eishockeyliga spielte. 2000, 2001, 2002, 2004 und 2005 wurde er mit den Klub Bulgarischer Meister sowie 2001, 2002, 2003 und 2004 Pokalsieger. Nach dem fünften Meistertitel zog es ihn nach Deutschland, wo er zwei Jahre für den Königsborner JEC in der viertklassigen Regionalliga Nordrhein-Westfalen spielte. Nach einem weiteren Jahr in der Regionalliga NRW, das er bei Lippe-Hockey-Hamm verbrachte, kehrte er 2008 nach Sofia zurück, wo er 2009 erneut das Double aus bulgarischer Meisterschaft und Pokal gewann. Anschließend ging er erneut nach Deutschland, wo er von 2009 bis 2015 beim sechstklassigen ESC Kristall Lippstadt aktiv war und seither beim ESV Bergkamen ebenfalls sechstklassig in der Bezirksliga Nordrhein-Westfalen spielt. Von 2015 bis 2017 war er auch Spielertrainer des Teams aus dem Ruhrgebiet.

### International
Im Nachwuchsbereich spielte Blagoew für Bulgarien bei den U18-Weltmeisterschaften der Europa-Division 2 1999 und 2000 und der Division III 2001 sowie bei den U20-D-Weltmeisterschaften 1999 und 2000, den U20-Weltmeisterschaften der Division III 2001 und 2002 und der Division II 2003.
Mit der bulgarischen Herren-Nationalmannschaft nahm Blagoew an den Weltmeisterschaften der Division II 2005, 2006, 2007 und 2008 teil. Zudem vertrat er seine Farben bei den Qualifikationsturnieren für die Olympischen Winterspiele in Turin 2006 und in Vancouver 2010.

## Erfolge und Auszeichnungen
- 2001 Bulgarischer Meister mit dem HK Slawia Sofia
- 2001 Bulgarischer Meister und Pokalsieger mit dem HK Slawia Sofia
- 2002 Bulgarischer Meister und Pokalsieger mit dem HK Slawia Sofia
- 2002 Aufstieg in die Division II bei der U20-Weltmeisterschaft der Division III
- 2003 Bulgarischer Pokalsieger mit dem HK Slawia Sofia
- 2004 Bulgarischer Meister und Pokalsieger mit dem HK Slawia Sofia
- 2005 Bulgarischer Meister mit dem HK Slawia Sofia
- 2009 Bulgarischer Meister und Pokalsieger mit dem HK Slawia Sofia